# フェラーリ・F2012
フェラーリ F2012 (Ferrari F2012) は、スクーデリア・フェラーリが2012年のF1世界選手権参戦用に開発したフォーミュラ1カーである。

## 概要
名称には、2008年に使用したF2008以来となる西暦4桁のネーミングが用いられた。
開発については、チームを離れたアルド・コスタに代わり、パット・フライが技術部門を率いている。フライはマシンデザインについて、リスクを恐れずアグレッシブなアプローチをとったとしている。また、ブリヂストン時代にフェラーリと係わりの深かった浜島裕英を招聘し、ピレリタイヤの分析を任せている。
新車公開は2012年2月3日に本拠地マラネッロで行われたが、ヨーロッパを襲った寒波の影響で予定されていた発表会を中止し、webでの映像配信のみとした。また、フィオラノ・サーキットでの初走行も中止し、2月7日のヘレステストまで延期された。

### 構造
外観上では、2012年のトレンドといえるノーズコーンとモノコックの段差が目立つ。ノーズコーンは薄く短く、各部にエッジが立っている。チーム首脳は発表前から「見栄えは良くないが速ければいい」と述べていたが、ドライバーのフェルナンド・アロンソは「この赤い色と、すべてのマシンに込められた情熱によって、マシンは美しく見える」と答えた。

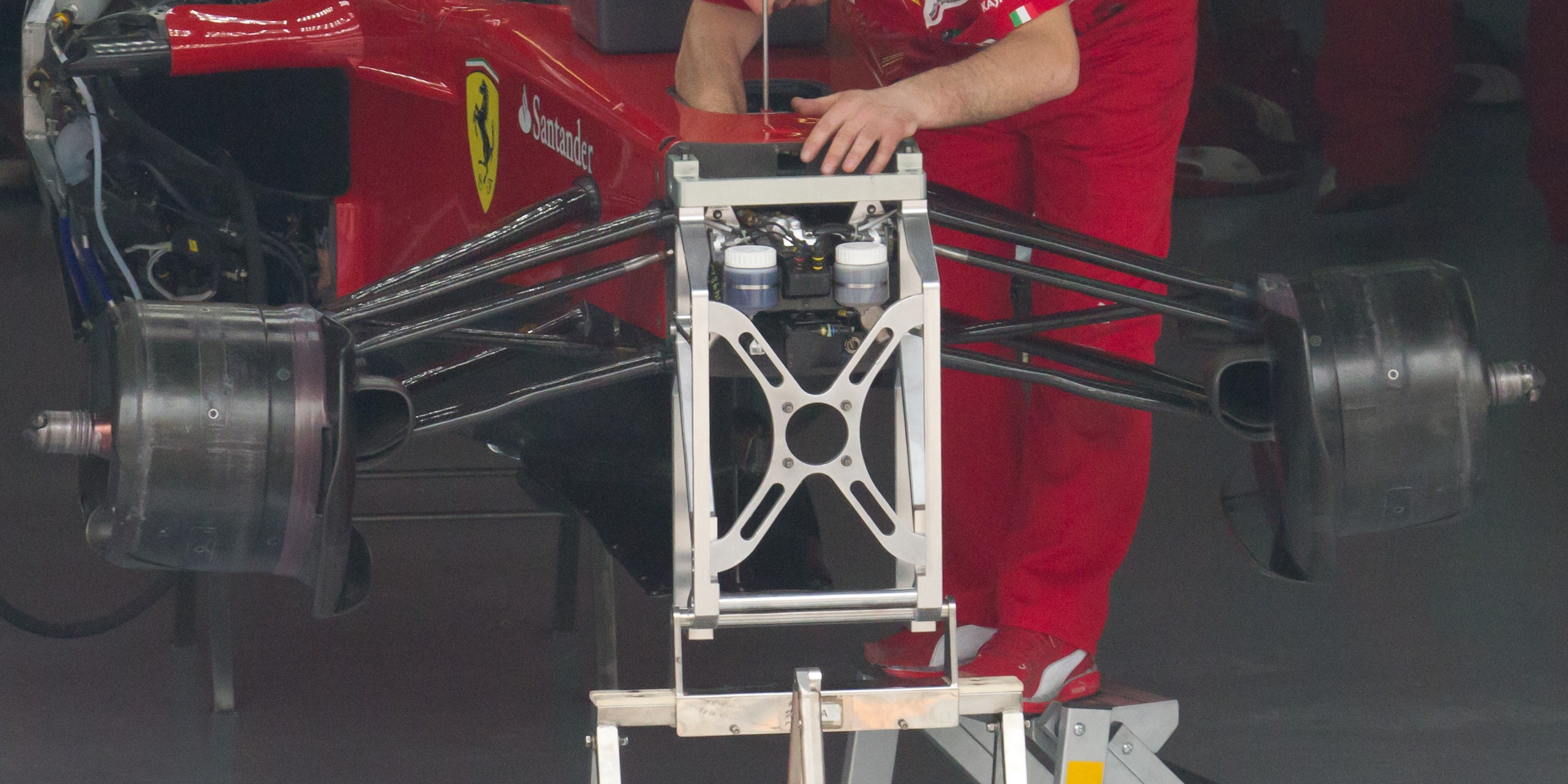
F2012のプルロッド式フロントサスペンション

F2012の大きな変更点は、フロントサスペンションをプルロッド式としたことである。ハイノーズが普及した1990年代以降、わずかな例外を除いてフロントはプッシュロッド式が定番となっていたが、フェラーリは空力面のメリットがあるとして、ハイノーズへのプルロッド採用に踏み切った。ロッドはノーズ下部からアップライト側へ、緩い上反角をつけて接続されているが、ハイノーズのためプルロッドの角度が浅く、うまく機能しないのではないかと噂された、実際初期のフロントサスは固すぎるといわれたが前後のサスを油圧で関連づけるピッチコントロールなどサス全体の開発はシーズンを通して進みチームはこのデザインをモノにしていった。また、前年の150°イタリアまではプッシュロッド式だったリアサスペンションもプルロッド式に改めている、他チームの流行に乗った形だがサスのシステムをギヤボックスとは別のユニットにするなど、開発を視野に入れた独自の工夫がされていた。
サイドポンツーンの形状も特徴的で、中央よりもショルダー部分の方が高く、前方に突き出している。排気口の周りには溝入りのバルジを設け、コアンダ効果によりリアタイヤ内側方向へ排気を導こうとした。しかし、期待したほどの効果を得られず、開幕戦では排気口の位置を内側に移動した。
シャシーとギアボックスの間には補強用のアームが取り付けられた（アロンソがルノー時代の経験から助言したとされる）。ギアボックス上にはオイルクーラーがあり、インダクションポッドのサブインテークから冷却気を取り入れる。
エンジンにはエキゾーストにリゾネーター（共振装置）と呼ばれる管が取り付けられた、これが目論見通りに機能すれば排気の効率が上がりパワーアップにつながるという、また排気を利用したリアまわりの空力にも効果が期待された。フェラーリのほかルノーエンジンのレッドブルとフェラーリエンジンのザウバーが採用していたが、同じフェラーリエンジンでもフェラーリとザウバーでは構造が異なり、チームごとに研究がされた。
ホイールは1992年から使用してきたBBS製に替えてO・Z製を装着する。

## 2012年シーズン
プレシーズンテストの段階でパット・フライは「我々はパフォーマンスレベルに失望している。やるべき仕事は山積みだ」と語り、新車の性能には悲観的な意見が大半だった。第2戦マレーシアGPではアロンソが望外の優勝を果たしたが、予選Q3進出にも苦労する状況であり、開幕5戦で2ポイントしか獲得できないマッサには交代説が飛び交った。
5月のムジェロテスト以降はアップデートが成功して戦闘力が向上。故障によるリタイア0回という高い信頼性もあり、アロンソは2勝を加えてポイントリーダーの座を堅持した。しかし、第12戦ベルギーGPと第15戦日本GPでの接触リタイアによって優位を失い、レッドブルのセバスチャン・ベッテルに逆転されることになった。マッサは終盤戦に復調し、アロンソを上回るペースを見せるなどして、チームのコンストラクターズ2位確保に貢献した。
F2012はレースペースは優れていたものの、予選の速さではレッドブルやマクラーレン相手に及ばなかった。その一因として、DRSの効果が不十分で、トップスピードが不足していることが指摘された（フェラーリはステアリングのボタンではなく、ブレーキペダルの左にあるペダルでDRSを作動させているという分析もある）。
終盤戦はディフューザーなどのアップデートを投入したが、コース上でうまく機能させることができなかった。フェラーリは風洞実験のデータと実走データが一致しないという問題が続いており、シーズン閉幕後に風洞を停止して問題解決に当たることを決めた。

## スペック

### シャーシ
- シャーシ名：F2012[20][21]

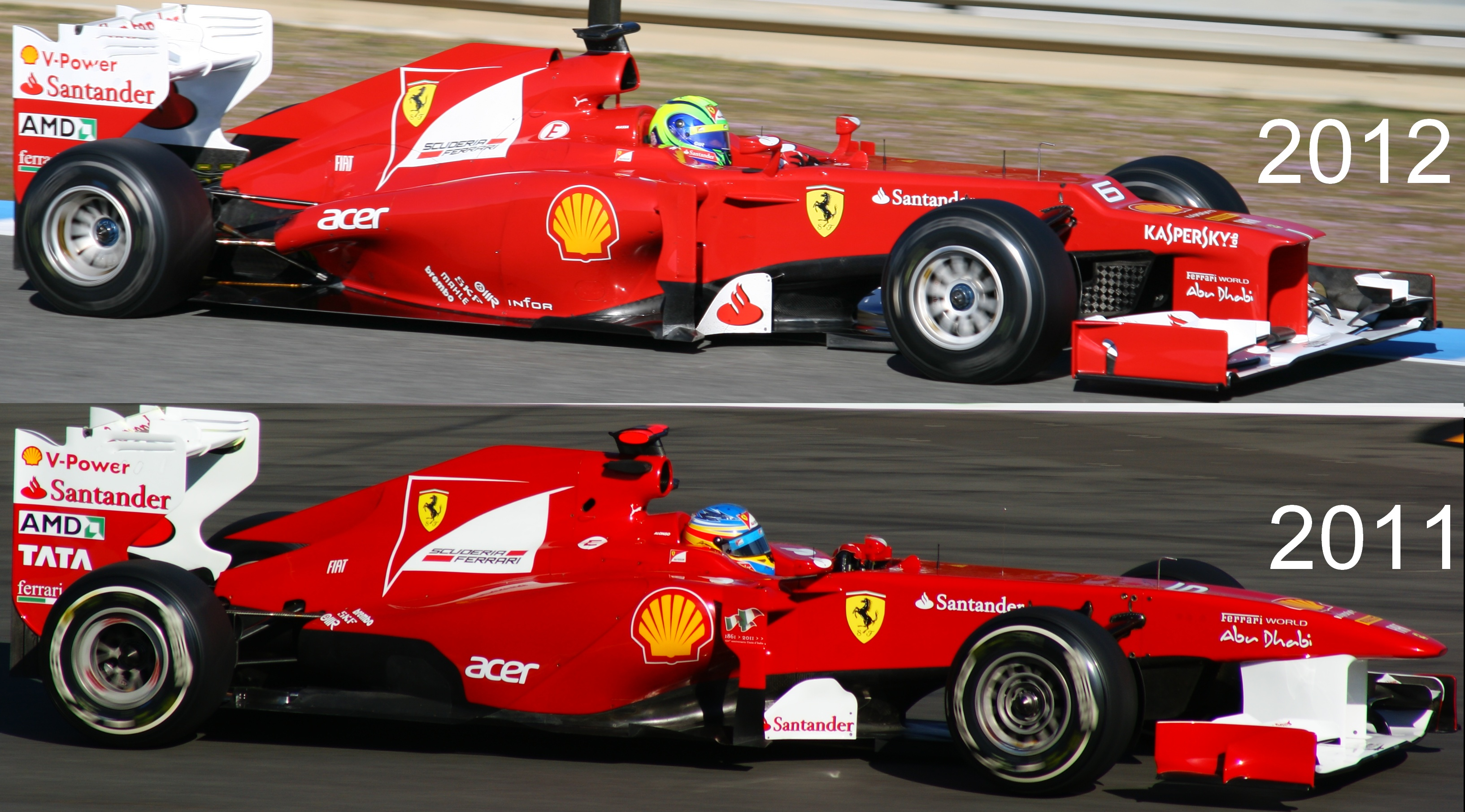
F2012（上）と150°イタリア（下）の比較

- シャーシ構造：カーボンファイバー/ハニカムコンポジット構造モノコック
- ブレーキキャリパー：ブレンボ
- ブレーキディスク・パッド：ブレンボ ベンチレーテッド式カーボンファイバーディスクブレーキ
- サスペンション：前後独立懸架 プルロッド トーションスプリング
- ホイール：O・Z 13インチ
- タイヤ：ピレリ P-Zero
- ギアボックス：フェラーリ製 縦置き セミオートマチック・シーケンシャル電子制御（クイックシフト） 7速＋リバース1速
- 重量：冷却水・潤滑油・ドライバーを含めて640kg

### エンジン
- エンジン名：フェラーリ Tipo056[20][21]
- 気筒数・角度：V型8気筒・90度
- 排気量：2,398cc
- 最高回転数：18,000rpm（レギュレーションで規定）
- シリンダーブロック：アルミニウム製
- バルブ数：32
- バルブ駆動：圧搾空気式
- ピストンボア：98mm
- 重量：95kg
- 燃料：シェル V-Power
- 潤滑油：シェル Helix Ultra

## 記録
| 年   | No. | ドライバー | 1   | 2   | 3   | 4   | 5   | 6   | 7   | 8   | 9   | 10  | 11  | 12  | 13  | 14  | 15  | 16  | 17  | 18  | 19  | 20  | ポイント | ランキング |
| 年   | No. | ドライバー | AUS | MAL | CHN | BHR | ESP | MON | CAN | EUR | GBR | GER | HUN | BEL | ITA | SIN | JPN | KOR | IND | ABU | USA | BRA | ポイント | ランキング |
| ---- | --- | ---------- | --- | --- | --- | --- | --- | --- | --- | --- | --- | --- | --- | --- | --- | --- | --- | --- | --- | --- | --- | --- | -------- | ---------- |
| 2012 | 5   | アロンソ   | 5   | 1   | 9   | 7   | 2   | 3   | 5   | 1   | 2   | 1   | 5   | Ret | 3   | 3   | Ret | 3   | 2   | 2   | 3   | 2   | 400      | 2位        |
| 2012 | 6   | マッサ     | Ret | 15  | 13  | 9   | 15  | 6   | 10  | 15  | 4   | 12  | 9   | 5   | 4   | 8   | 2   | 4   | 6   | 7   | 4   | 3   | 400      | 2位        |

- 太字はポールポジション、斜字はファステストラップ。(key)